# Oribatodes mirabilis
Oribatodes mirabilis är en kvalsterart som beskrevs av Banks 1895. Oribatodes mirabilis ingår i släktet Oribatodes och familjen Cepheidae. Inga underarter finns listade i Catalogue of Life.